# Абролат, Вернер
Вернер Абролат (нем. Werner Abrolat; 15 августа 1924, Тильзит — 24 августа 1997, Мюнхен) — немецкий актёр, озвучивший множество персонажей в кино.

## Жизнь
Вернер Абролат родился в городе Тильзите, Восточная Пруссия. Его актёрская карьера началась после Второй мировой войны и первоначально ограничивалась работой в различных провинциальных театрах. В 1949 году он получил свой первый контракт в Ингольштадте .
За ним последовали роли в телевизионных фильмах и участие в озвучивании ролей.
Когда он успешно в 1965 году проявил себя в роли Слима (одного из головорезов в банде мексиканца Индио) в спагетти-вестерне «На несколько долларов больше» (режиссёр Серджо Леоне), то стал более востребован в ролях второго плана. Его фильмография включает в себя очень широкий спектр жанров: Абролат снимался в фильмах ужасов («Палата пыток Фу Манчу»), детективах («В ноль часов ловушка захлопывается»), комедиях («После пяти в джунглях»), телесериалах («Деррик», «Человек на поезде») и даже эротическом фильме («Жозефина Мутценбахер»).
Кроме того, Абролат очень активно занимался дублированием. Таким образом, его голос можно, например, услышать в «Маппет-шоу» (как Гонзо), а также в «Симпсонах» в роли сторожа-садовника Вилли или как голос «Tjure» в «Wickie und die starken Männer». С середины 1970-х годов и до самой смерти в 1997 году много снимался в немецких фильмах и телевизионных сериалах.
Абролат покоится на Лесном кладбище в Мюнхене.

## Фильмография
- 1949: Любовь '47
- 1965: Фонтан любви
- 1965: На несколько долларов больше
- 1966: В ноль часов ловушка захлопывается
- 1967: Das Kriminalmuseum — Die Briefmarke
- 1968: Engelchen oder Die Jungfrau von Bamberg
- 1968: Палата пыток Фу Манчу
- 1968: Отто увлекается женщинами
- 1969: Der Bettenstudent
- 1969: Ночь кровавого монстра
- 1970: Wir hau’n die Pauker in die Pfanne
- 1970: Пятёрка в беде
- 1970: Йозефина Мутценбахер
- 1971: Hurra, wir sind mal wieder Junggesellen!
- 1971: Erotik im Beruf — Was jeder Personalchef gern verschweigt
- 1971: Tante Trude aus Buxtehude
- 1971: Йозефина Мутценбахер II
- 1971: Urlaubsreport — Worüber Reiseleiter nicht sprechen dürfen
- 1972: Доклад о школьницах 3: То, о чём родители даже не подозревают
- 1973: Вики, маленький викинг
- 1974: Деррик
- 1975: Tatort — Die Abrechnung
- 1976: Дочь Розмари
- 1977: Tatort — Das Mädchen von gegenüber
- 1977: Изгнание из рая
- 1985: Приключения мишек Гамми
- 1986: Отцы и дети — немецкая трагедия
- 1989: Die schnelle Gerdi
- 1990: Добро пожаловать
- 1991: Симпсоны
- 1993: Tatort — Alles Palermo
- 1993: Texas — Doc Snyder hält die Welt in Atem
- 1994: 00 Schneider — Jagd auf Nihil Baxter
- 1995: После пяти в джунглях
- 1996: Praxis Dr. Hasenbein
- 1996: Жар-птица